# Vive l'Empereur ! (Detaille)
La peinture d'histoire Vive l'Empereur ! (ou Vive l'Empereur) a été fait rétrospectivement par Édouard Detaille en 1891, sur la base du sujet de la charge de cavalerie du 4e régiment de hussards lors de la bataille de Friedland. La bataille elle-même a eu lieu le 14 juin 1807, environ 41 ans avant sa naissance.

## Histoire
La peinture a été achetée par la galerie d'art de Nouvelle-Galles du Sud en 1893, où elle demeure encore. En 1959, le tableau a été gravement endommagé par l'eau, et a fait l'objet d'une restauration de quatre ans dans les années 2000.